# 伊沢有紗
伊沢 有紗（いざわ ありさ、1992年1月11日 - ）は、日本で活動していたタレント。活動当時はプラチナム・パスポートに所属していた。愛称はアリーシャ。

## 来歴
神奈川県茅ヶ崎市出身。日出高等学校卒業。
東京ヤクルトスワローズ2008年度のダンスパフォーマンスチーム「DDS」の元メンバーで、その後継チームである「Swallows Wings」でも活動していた。2010年9月、アメリカへ留学するためにチームを卒業した。
帰国後、2011年に行われた光文社『FLASH』主催のミスFLASH2012に参加・出場した。このコンテストでセミファイナリスト（30人）入りを果たしたものの、最終選考対象（10人）とはならなかった。

## 人物
特技はエアロビクスダンス。エアロビクス関東大会ジュニアの部に出場し、優勝した経験を持つ。
高校時代の同級生に岡本玲がいる。また、Swallows Wings で一緒だった清水あいり（在籍当時の芸名：平山藍里）は同じ高校の後輩である。
上記の岡本や同じ事務所に所属していた小川ゆいとは仲が良く、現役時代には一緒に遊びに行くことがあった。

## 出演
- ごくせん卒業スペシャル'09（2009年、日本テレビ）
- 華麗なるスパイ 第1話（2009年、日本テレビ） - 女子生徒 役